# Phoenix (bière)
Pour les articles homonymes, voir Phoenix.

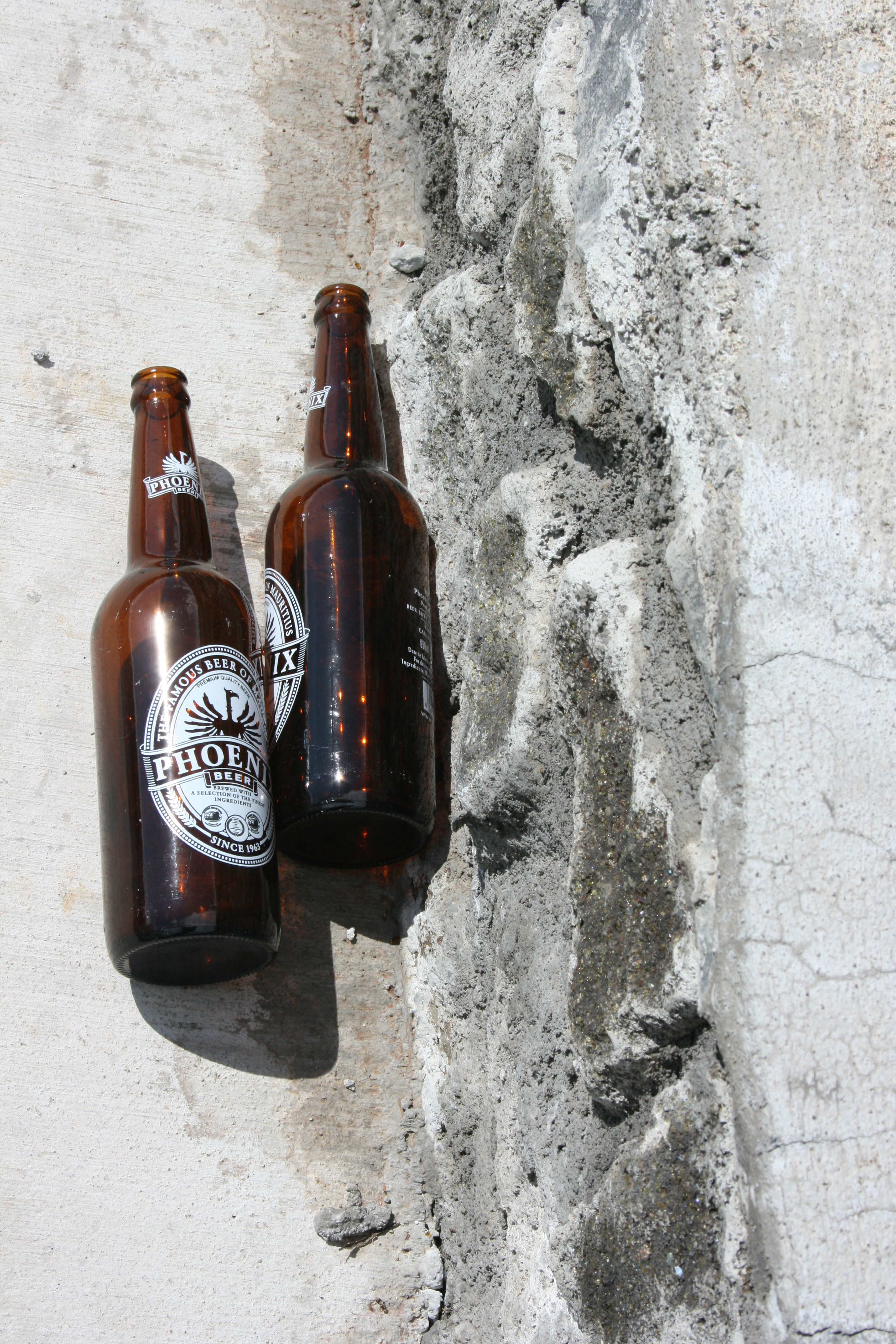
Deux bouteilles de Phoenix vides sur le campus de l'université de La Réunion au Moufia.

La Phoenix est une bière de Maurice, fabriquée à Vacoas-Phœnix par Phoenix Beverages Group depuis 1963. 
Depuis novembre 2006, elle est commercialisée à La Réunion par Phoenix Réunion où elle concurrence la Dodo des Brasseries de Bourbon.
Son slogan est « Notre pays, notre bière » (en créole mauricien : Nou Pays. Nou Labiere)

## Présentation
La bière Phoenix est commercialisée sous différentes versions : 
- La Phoenix Original a un taux d'alcool de 5 %.
- La Special Brew, lancée en 2005, a une teneur en alcool plus élevée de 6,5 %.
- La Fresh est aromatisée au citron, avec 3,5 % d'alcool.